# Інститут США та Канади РАН
Інститут США та Канади РАН — академічний інститут, що спеціалізується на комплексному вивченні Сполучених Штатів Америки та Канади.
Установа була заснована у 1967 році академіком Георгієм Арбатовим, який очолював її до 1995 року.